# 골카르
직능단체당(인도네시아어: Partai Golongan Karya)은 인도네시아의 보수주의 정당이다. 약칭인 골카르(Golkar)로 잘 알려져 있다.
1964년 창당되었으며, 수하르토 집권을 시작으로 여당이 되었다. 1998년 수하르토가 물러난 이후에도 여당으로 있었으나, 1999년 야당이 되었다. 현재 지지율 추락으로 2004년부터 치러진 대통령 선거에서 연달아 패배해, 결선 투표에도 진출하지 못하였다. 수하르토 계열의 정당이지만, 정작 수하르토의 후손들은 오히려 위대한 인도네시아 운동당(거린드라)에 소속되어 있으며, 최근에는 거린드라 연합에 참여해 조코위 정권에 맞서고 있다.

## 정치 성향
이념적으로는 인도네시아 민중의 선언인 '판차실라'를 택하고 있다. 실제 스펙트럼 상에서는 우익 ~ 극우 정도이며, 과거에는 권위주의를 추구했으나 현재는 오히려 노선을 완화했다. 하지만 극우/권위주의 성향의 거린드라당 연합에 참여하는 등 성향이 차츰 강경해지고 있다.

## 인권과 부패
수하르토 집권 시기 여당이었는데, 당시 수하르토는 경제 발전과 사회 안정이라는 업적을 남겼다. 하지만 수하르토는 철저한 반공을 내세워 수많은 사람들을 살해했으며, 이 때문에 재야 인사들로부터 많은 비판을 받았다. 결국 민중봉기가 터져, 수하르토는 1998년 사퇴했다. 한편 재직 중이던 1975년 동티모르를 무력 침공한 뒤 수많은 티모르인들조차 살해했다.
수하르토의 하야 이후에도 1999년까지 여당으로 있었는데(하야 직후 같은 당 소속의 부통령이었던 바하루딘 유숩 하비비가 승계했다), 바로 열린 선거 직전에 이어진 부패가 밝혀져 충격을 주었다(이미 수하르토 때에도 엄청난 부패가 있었다). 당원들의 폭로에 의하면, 당이 승리를 쟁취하려는 목적으로 유권자들에게 돈과 음식을 제공했다는 것이다. 그러나 일부 공무원들이 골카르에 투표하면 6월부터 12월까지의 봉급을 2배로 올려주겠다고 제의했음에도 "돈을 받더라도 여전히 표는 메가와티 쪽에 찍겠다"고 전해졌으며, 총선에서 야당인 민주화투쟁당에게 패하였다.

## 역대 선거 결과

### 총선
| 년도 | 의석 수   | 득표수     | 득표율 |
| ---- | --------- | ---------- | ------ |
| 1971 | 236 / 360 | 34,348,673 | 62.80% |
| 1977 | 232 / 360 | 39,750,096 | 62.11% |
| 1982 | 242 / 360 | 48,334,724 | 64.34% |
| 1987 | 299 / 400 | 62,783,680 | 73.11% |
| 1992 | 282 / 400 | 66,599,331 | 68.10% |
| 1997 | 325 / 400 | 84,187,907 | 74.51% |
| 1999 | 120 / 500 | 23,741,749 | 22.46% |
| 2004 | 128 / 550 | 24,480,757 | 21.58% |
| 2009 | 106 / 560 | 15,037,757 | 14.45% |
| 2014 | 91 / 560  | 18,432,312 | 14.75% |
| 2019 | 85 / 575  | 17,229,789 | 12.31% |
| 2024 | 102 / 580 | 23,208,654 | 15.29% |

### 대통령 선거
| 선거명                        | 후보              | 1차 득표수 | 1차 득표율 | 2차 득표수 | 2차 득표율 | 당락 |
| ----------------------------- | ----------------- | ---------- | ---------- | ---------- | ---------- | ---- |
| 2004년 인도네시아 대통령 선거 | 위란토            | 26,286,788 | 22.15%     | 결선       | 결선       | 낙선 |
| 2009년 인도네시아 대통령 선거 | 유수프 칼라       | 15,081,814 | 12.41%     |            |            | 낙선 |
| 2014년 인도네시아 대통령 선거 | 프라보워 수비안토 | 62,576,444 | 46.85%     |            |            | 낙선 |
| 2019년 인도네시아 대통령 선거 | 조코 위도도       | 85,607,362 | 55.50%     |            |            | 당선 |
| 2024년 인도네시아 대통령 선거 | 프라보워 수비안토 | 96,214,691 | 58.59%     |            |            | 당선 |